# Natació en aigües obertes al Campionat del Món de natació de 2015 – 5 km femení
La prova dels 5km femení al Campionat del Món de natació de 2015 se celebrà a Rússia el 25 de juliol.

## Resultats
La cursa va començar a les 10:00.
| Posició | Nedadora              | País            | Temps     |
| ------- | --------------------- | --------------- | --------- |
| 1       | Haley Anderson        | Estats Units    | 58:48.4   |
| 2       | Kalliopi Araouzou     | Grècia          | 58:49.8   |
| 3       | Finnia Wunram         | Alemanya        | 58:51.0   |
| 4       | Sharon van Rouwendaal | Països Baixos   | 58:55.5   |
| 5       | Jessica Walker        | Austràlia       | 59:09.9   |
| 6       | Ashley Twichell       | Estats Units    | 59:10.0   |
| 7       | Melissa Gorman        | Austràlia       | 59:12.7   |
| 8       | Anastasiia Krapivina  | Rússia          | 59:12.7   |
| 9       | Arianna Bridi         | Itàlia          | 59:12.9   |
| 10      | Erika Villaécija      | Catalunya       | 59:15.0   |
| 11      | Martina Grimaldi      | Itàlia          | 59:16.0   |
| 12      | Éva Risztov           | Hongria         | 59:16.1   |
| 13      | Anna Olasz            | Hongria         | 59:16.5   |
| 14      | Anastasiia Azarova    | Rússia          | 59:19.8   |
| 15      | Betina Lorscheitter   | Brasil          | 59:57.8   |
| 16      | Špela Perše           | Eslovènia       | 59:59.7   |
| 17      | Carolina Bilich       | Brasil          | 1:00:07.2 |
| 18      | Alena Benešová        | Txèquia         | 1:00:50.3 |
| 19      | Samantha Harding      | Canadà          | 1:00:50.3 |
| 20      | Fang Yanqiao          | R.P. de la Xina | 1:00:51.7 |
| 21      | Heidi Gan             | Malàisia        | 1:00:52.1 |
| 22      | Jade Dusablon         | Canadà          | 1:00:52.7 |
| 23      | Alice Dearing         | Regne Unit      | 1:00:53.3 |
| 24      | María Vilas           | Espanya         | 1:00:53.6 |
| 25      | Nataly Caldas         | Equador         | 1:01:10.2 |
| 26      | Niu Xiaoxiao          | R.P. de la Xina | 1:03:50.4 |
| 27      | Carmen Le Roux        | Sud-àfrica      | 1:04:06.3 |
| 28      | Mayte Cano            | Mèxic           | 1:04:25.7 |
| 29      | Melissa Villaseñor    | Mèxic           | 1:04:40.3 |
| 30      | Ellen Olsson          | Suècia          | 1:04:47.1 |
| 31      | Fatima Flores         | El Salvador     | 1:04:49.4 |
| 32      | Clarice Le Roux       | Sud-àfrica      | 1:05:50.8 |
| 33      | Toscano Cindy         | Guatemala       | 1:06:19.2 |
| 34      | Lok Hoi Man           | Hong Kong       | 1:09:10.0 |
| 35      | Kwok Cho Yiu          | Hong Kong       | 1:09:18.7 |
| 36      | Angelica Astorga      | Costa Rica      | 1:09:19.7 |
| 37      | Mariya Ivanova        | Kazakhstan      | 1:09:22.8 |
| 38      | Alondra Castillo      | Bolívia         | 1:10:27.4 |
| 39      | Karla Šitić           | Croàcia         | DNS       |
| 39      | Raina Ramdhani        | Indonèsia       | DNS       |
| 39      | Julia Arino           | Argentina       | DNS       |